# Сювяоро (станция)
Сювя́оро (фин. Syväoro) — недействующая железнодорожная станция Петрозаводского региона Октябрьской железной дороги на линии Элисенваара — о.п. Сювяоро. Находится в посёлке Сювяоро в Элисенваарском сельском поселении Лахденпохского района Республики Карелия.

## География
Расположен вблизи российско-финляндской границы.
Расстояние до узловых станций (в километрах): Хийтола — 34, Элисенваара — 13, Янисъярви — 139.

## История
В 1947 году в Финляндии на железнодорожной линии Париккала — Элисенваара был разобран участок от Париккалы до новой границы, то есть почти до Сювяоро. Участок пути Сювяоро — Сорио — пл. 3 км — Элисенваара остался, его продолжили использовать советские железнодорожники.
Имело дублирующий код 023303 и название Сювяоро-экспорт.
На данный момент железнодорожной станции не существует, так же как и железнодорожной ветки Элисенваара — Сювяоро. Она была разобрана в 1991 году, числится действующей.

## Коммерческие операции
Посадка и высадка пассажиров на (из) поезда пригородного и местного сообщения. Прием и выдача багажа не производятся.